# Stiphodon surrufus
Stiphodon surrufus là một loài cá thuộc họ Gobiidae. Nó là loài đặc hữu của Philippines.